# Фесенко, Сергей Викторович
Сергей Викторович Фесенко —  известный ученый в области радиоэкологии, внесший значительный вклад в различные разделы этой отрасли знания – сельскохозяйственную, лесную и общую радиоэкологию, радиационную защиту окружающей среды, экологическую дозиметрию.

### Биография
Родился 17 сентября 1955 года в Симферополе, в 1972 году окончил среднюю школу № 14 в г Симферополь. В 1978 году окончил с отличием МИФИ (специальность «дозиметрия и защита»), в 1982 году — механико-математический факультет МГУ имени М. В. Ломоносова («прикладная математика»).  В 1983 году окончил очную аспирантуру МИФИ.
Работал в ВНИИРАЭ (ВНИИСХР, ВНИИСХРАЭ): младший, старший, ведущий научный сотрудник, зав. лабораторией, заместитель директора по научной работе с 1997 по 2020 гг. С 2021 главный научный сотрудник. С 2004 года по 2017 работал в Международном Агентстве по Атомной Энергии в должности радиоэколога. 
С 2025 года является советником генерального директора МАГАТЭ Рафаэля Гросcи. 
Научная деятельность
В 1987 году защитил кандидатскую диссертацию, кандидат физико-математических наук.  В 1997 году защитил (во ВНИИСХРАЭ) докторскую диссертацию на тему «Аграрные и лесные экосистемы: радиоэкологические последствия и эффективность защитных мероприятий при радиоактивном загрязнении» по специальности 03.00.01 — радиобиология, доктор биологических наук. В 2000 году присвоено учёное звание профессора. Автор и соавтор более 400 научных публикаций, в том числе 28 монографий. В числе учеников 3 доктора и 15 кандидатов наук. Входит в число 50 наиболее цитируемых ученых в области естественных наук. Член делегации России при НКДАР, Член Российской комиссии по радиологической защите. Член НТС Росатома, Член редколлегии журнала Радиационная биология. Радиоэкология.  
Основные направления исследований — радиоэкология, экологическая безопасность, разработка систем реабилитации сельскохозяйственных земель. Принимал активное участие в ликвидации последствий радиологических аварий на Чернобыльской АЭС и АЭС Фукусима 1. Соавтор основных публикаций  МАГАТЭ и ВОЗ, посвященных вопросам преодоления последствий этих аварий. Автор  и соавтор 15 международных документов, посвященных экологической безопасности развития ядерной энергетики.

### Награды
- Лауреат Государственной премии РФ в области науки и техники (2002)-  за создание научных основ агропромышленного производства и внедрение системы защитных и реабилитационных мероприятий в зоне аварии на Чернобыльской атомной электростанции,
- Лауреат Нобелевской премии мира (в составе МАГАТЭ,  2005),
- Лауреат медали МАГАТЭ UN Superior Achivement Award (2017),
- Лауреат Золотой медали АН России имени В.М. Клечковского. (2021) за выдающиеся достижения в области радиоэкологии.
- Почётные грамоты Министерства сельского хозяйства Российской Федерации (2001), Россельхозакадемии (2000), администрации Обнинска (2007, 2011), губернатора Калужской области (2003), Министра по чрезвычайным ситуациям Республики Беларусь (2016),  АН России (2020).

### Некоторые публикации
- · Основы сельскохозяйственной радиоэкологии. Монография. Под ред. Р.М. Алексахина, Н.А. Корнеева. М.: Экология. 1992. 400 с.
- Fesenko S.V., Alexakhin, R.M., Balonov, M.I., et al. (2007). An extended critical review of twenty years of countermeasures used in agriculture after the Chernobyl accident, Science of the Total Environment   383, 1-24.
- · Geras'kin S.A., Fesenko S.V., Alexakhin, R.M. (2008). Effects of non-human species irradiation after the Chernobyl NPP accident. Environment International. 2008 34: 880–897
- · Fesenko, S., Jacob, P., Ulanovsky, A., et al. (2013) Justification of remediation strategies in the long term after the Chernobyl accident. Journal of Environmental Radioactivity. 119, 39-47
- · Quantification of radionuclide transfer in terrestrial and freshwater environments. IAEA, Vienna, 2009. 640 p.
- · Voigt, G. and Fesenko, S. (Eds.). Remediation of contaminated environments.  Elsevier, Amsterdam, 2009, 477 p.
- · Handbook of parameter values for the prediction of radionuclide transfer in terrestrial and freshwater environments, IAEA, Vienna, 2010, 194 p.
- Fesenko S. and Howard B. J. (Eds). (2012) Guidelines for remediation strategies to reduce the radiological consequences of environmental contamination.  IAEA, Vienna,
- Sergey V. Fesenko and Brenda J. Howard. (2012) Environmental Countermeasures and Restoration. In: Encyclopedia of Sustainability Science and Technology. Robert A. Meyers (Ed.). Springer. New York. 3515-3552.
- Fesenko S. (2019). Review of radiation effects in non-human species in areas affected by the Kyshtym accident  Jornal of Radioljgical Protection 39 1–17
- Fesenko S.V. et. al. Review of Russian research with radioactive particles: Foliar uptake. Journal of Environmental Radioactivity. 2019. 204. 21–36.Fesenko S., Shinano T., Onda Yu., Dercon G. (2020) Dynamics of radionuclide activity concentrations in weed leaves, crops and air dose rate after the Fukushima Daiichi Nuclear Power Plant accident. Journal of Environmental Radioactivity 222, 106347
- ·Фесенко С.В., Емлютина Е.С. (2020). Торий в Окружающей среде. Радиационная биология. Радиоэкология, №6, 542-555
- Радиоэкологические последствия аварии на Чернобыльской АЭС: биологические эффекты, миграция, реабилитация загрязненных территорий / Под ред. чл.-корр. РАН Н.И. Санжаровой и проф. С.В. Фесенко   М.: РАН, 2018. 278 с.